# 브루투스 (키케로)
《브루투스》(Brutus) 또는 《저명한 변론가에 관해서》는 기원전 46년경 쓰여진 마르쿠스 툴리우스 키케로의 변론술에 관한 책이다.
키케로의 변론술에 관한 대표적인 것으로 이 밖에 《변론가에 관해서》(기원전 55), 《이상적 변론가상(像)》(기원전 45)이 있고 이 두 개의 저작과 함께 3부작을 이룬다. 변론술의 이론과 실천에 관해 상세히 논한 기원전 55년의 전저(前著)에 뒤이어 여기에서는 변론술의 역사를 취급, 그리스 변론술의 짧은 개략부터 시작해서 로마의 발달과정을 여러 변론가들의 평전(評傳)이라는 형식으로 고대서부터 동시대까지 살폈다. 그러한 전통 가운데 변론가로서의 그 자신을 확립시키려 하고 있다.